# زنجبار (أبين)
زنجبار هي مدينة ساحلية وميناء في جنوب وسط اليمن، وهي عاصمة منطقة زنجبار ومحافظة أبين. تقع بجوار وادي بنا  في دلتا أبين. كانت العاصمة الإدارية للسلطنة الفضلية في الفترة من 1962 إلى 1967، على الرغم من أن المقر الملكي ظل في العاصمة السابقة شقرة. وفي وقت تعداد عام 2004، بلغ عدد سكان زنجبار 19879 نسمة. تضم المدينة منتجعًا ساحليًا صغيرًا وتنشط فيها صناعة صيد الأسماك. يتم تداول القطن المصري المزروع في المنطقة في السوق.

## الموقع
تقع مدينة زنجبار إلى الشرق من عدن، على بعد نحو 60 كيلو متراً. مؤسس زنجبار هو السلطان حسين بن أحمد بن عبد الله، ولكن الذي سماها باسم زنجبار هو حفيده السلطان عبد القادر بن أحمد بن حسين في العشرينيات من القرن العشرين، وذلك أثناء زيارة قام بها سلطان جزيرة زنجبار العربي آنذاك، وهي تقع قبالة الساحل الشرقي لأفريقيا واليوم جزء من تنزانيا، وتم تآخي المدينة باسم الجزيرة وتسمية أحيائها باسم مدنها، فسميت المدينة بزنجبار نسبة للجزيرة وبعض أحيائها التي كانت قائمة أصلاً بمسميات المدن التي في الجزيرة مثل سواحل ودار السلام التي سميت فيما بعد بدار الأمير[بحاجة لمصدر]
وزنجبار ظهرت بعد خراب العصلة الثاني في نفس الفترة، وانتعشت بسبب ظهور مشروع دلتا أبين، هي وجعار، التي كانت تسمى خنفر. وزنجبار هو اسم جديد أدخله السلطان صالح بن عبد الله الفضلي بعد ما كان اسمها أبين وسبب تغييره للاسم أنه نفي خارج البلاد، وبعد عودته أطلق عليها هذا الاسم. وقد أزاح الاسم الجديد الاسم القديم بمرور الزمن.
وتقع هذه المدينة في دلتا أبين، وهي ليست دلتا نهر كما يخطر على البال وإنما هي دلتا تقع بين وادي بنا ووادي حسان.
الواقع الجغرافي لمدينة زنجبار يمتد من مدينة شقرة الساحلية شرقا حتى منطقة العلم شرق محافظة عدن وتحادها من الشمال منطقة جعار بمحافظة ابين.
تعتبر زنجبار واحدة من ابرز مدن محافظة ابين وفيها يقع جزء كبير من الإنتاج الزراعي بمحافظة ابين .
ابرز وديانها وادي حسان الذي يقع إلى الشرق من المدينة .

## تاريخ المنطقة
ومدينة زنجبار كانت لأهميتها ميداناً للحروب والنزاعات القبلية الضارية، ويكفي أن نعرف أنها أحرقت تماماً عندما أغار عليها عبد النبي بن علي بن مهدي الرعيني في سنة (559 هجرية).
ونقلاً عن الهمداني فيما إذا رجعنا إلى قبل تاريخ إحراق المدينة، فالهمداني ـ المتوفى في سنة 355 هـ ـ ذكر أن أبين هي إرم ذات العماد التي ورد ذكرها في القرآن الكريم حيث قال: «إن إرم ذات العماد كانت تقوم في تيه أبين» وإرم ذات العماد هي المدينة التي خرجت عن الفضيلة والاستقامة، ويقال أنها كانت تضم ثلاثمائة ألف قصر شيدت بالذهب والفضة والجواهر والياقوت … وكان أهل إرم يحاولون أن يصنعوا من مدينتهم جنة عوضاً عن الجنة التي وعد الله بها المؤمنيين، لذلك استقدموا / كما يقول ياقوت الحموي في كتابه معجم البلدان / أمهر الصناع وأبرعهم وجمعوا كل الثروات من أجل بناء هذه المدينة الأسطورية التي استغرق بناؤها (500 عام)، وقد بالغ المؤرخون والإخباريون في القصة مبالغة شديدة، وصوروا تلك المدينة الخيالية بشكل لا يمكن أن يكون، وذلك تعويضاً عن الفقر والشح والجدب الذي عرفت به أطراف أبين من قبل.

## اقتصاد المدينة
وتحيط بالمدينة مزارع واسعة يهتم أصحابها بزراعة الذرة والسمسم والبطيخ والشمام والخضراوات على اختلاف أنواعها، وجميع الفواكه والخضار تباع في عدن. وقد نجحت زراعة القطن في المزارع القريبة من زنجبار نجاحاً هائلاً وخاصة ذلك النوع المعروف (بطويل التيلة).
وفي هذه المدينة متحف قيد الإنشاء.

## المواقع الأثرية

### القريـات
يقع موقع القريات في الشمال الشرقي من مدينة زنجبار بحوالي ثلاثة أميال، ومساحته تبلغ تقريباً (650 متراً مربعاً) تقريباً، إلا أن أجزاء كبيرة منه قد غطيت أو طُمست بفعل النشاطات الزراعية التي شهدتها الأراضي المجاورة لهذا الموقع في مطلع الستينات من القرن العشرين.
وهو عبارة عن موقع أثري مكشوف، ولا توجد فيه بقايا أساسات لمبانٍ، ولكنه يعتبر موقعاً متميزاً لسهولة الحصول على المياه بالنسبة للذين كانوا يستوطنون فيه، حيث يقع في غرب وادي حسان، الذي كان يحتوي على المياه، والتي كانت تستخدم غالباً في الزراعة، وهو الأمر الذي لا يتوفر في كثير جداً من المواقع القريبة من الوادي.
يعود تاريخ هذا الموقع من خلال المعثورات الأثرية إلى فترات مختلفة، حيث تعود الدُمى الطينية إلى فترة ما قبل التاريخ فيما إذا قارناها مع تلك الدُمى المشابهة التي عُثر عليها مؤخراً في صبر لحج، كما وجدت فيه قطع فخارية عليها مونوجرام بحروف خط المسند ـ الخط اليمني القديم الذي كتبت به اللغة اليمنية القديمة ـ، ويعود تاريخه إلى فترة الدولة القتبانية تقريباً والتي كانت تسيطر على أراضي محافظة أبين، كما تشابه القطع الفخارية الأخرى تلك القطع التي عُثر عليها في وادي بيحان في شبوة والتي يعود تاريخها إلى فترة الدولة القتبانية.
كما وجدت فيه قطع فخارية تعود إلى الفترة الإسلامية، أرخها السيد Doe B إلى القرن الخامس عشر الميلادي، بمعنى أن الاستيطان في ذلك الموقع لم ينقطع من عصور ما قبل التاريخ إلى الفترة الإسلامية ولكنه انتهى الآن بفعل النشاطات الزراعية، واستصلاح الأراضي التي دمرت الموقع في مطلع الستينات من القرن العشرين.

### القرو
يقع في الشمال الغربي من مدينة زنجبار ـ عاصمة المحافظة ـ، وطوله من الشمال إلى الجنوب(600 متر)، ويميزه أن منزل المستشار الحكومي الإنجليزي كان مقاماً بجانبه إبان الاحتلال الإنجليزي للشطر الجنوبي من اليمن (سابقاً).
يعود تاريخ الموقع إلى الفترة الإسلامية، حيث عثر فيه على قطع فخارية تعود إلى الفترة الإسلامية، أهمها قطع من البورسلين الأزرق الذي كان يجلب من الصين عادة في الفترة الإسلامية، أما بالنسبة للقطع الأخرى فهي بقايا أوانٍ فخارية كانت تستخدم للطهي وغيره.
لقد تعرض هذا الموقع للحريق في فترات متأخرة أثناء الحروب الأهلية والتي كانت عادة ما ينجم عنها إحراق القرى ـ فلم يتبق من الموقع الآن سوى تل محترق، حيث توجد أسفل الطبقة العليا طبقة محترقة سوداء، ورماد ـ إلى جانب بعض بقايا لأوانٍ زجاجية ذات لون أزرق (مائل للأخضرار)، يعود تاريخها إلى الفترة الإسلامية أيضاً.

## تنظيم القاعدة
معركة زنجبار كانت المعركة خلال ثورة الشباب اليمنية بين القوات اليمنية الموالية للحكومة وبين جماعات مسلحة باسم جماعة أنصار الشريعة، للسيطرة على مدينة زنجبار وضواحيها كجزء من حركة التمرد التي تتبناها الجماعة لإقامة إمارات إسلامية في جنوب اليمن، في 27 مايو 2011، هاجم حوالي 300 من المسلحين مدينة زنجبار الساحلية وأستولوا عليها. واشتبك الجيش مع المقاتلين خارج المدينة وقصف ضواحي المدينة. وفي وقت متأخر من يوم 29 مايو، سيطر المسلحون على المدينة بشكل كامل، واتهمت شخصيات المعارضة أن الرئيس صالح سمح بالاستيلاء على زنجبار ليقول للغرب ان البلد لن يكون قادراً على الاستقرار من دونه دونه.

## روابط خارجية
- World Gazetteer:Yemen
- الجهاز المركزي للإحصاء بالجمهورية اليمنية
- المركز الوطني للمعلومات باليمن